# Gare de la Bastille

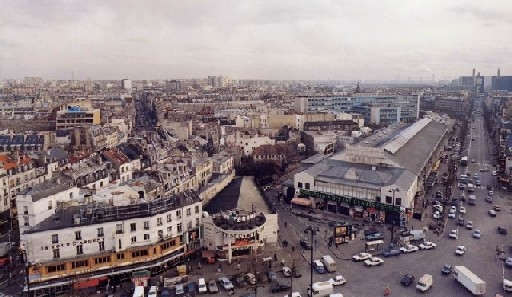
Gare de la Bastille, Luftaufnahme von 1984

Der Gare de la Bastille (bis nach 1900: Gare de Vincennes) war ein Kopfbahnhof in der französischen Hauptstadt Paris. Er lag in deren 12. Arrondissement zwischen den Straßen Rue de Lyon und Rue de Charenton auf Höhe des namengebenden Platzes Place de la Bastille.

## Geschichte

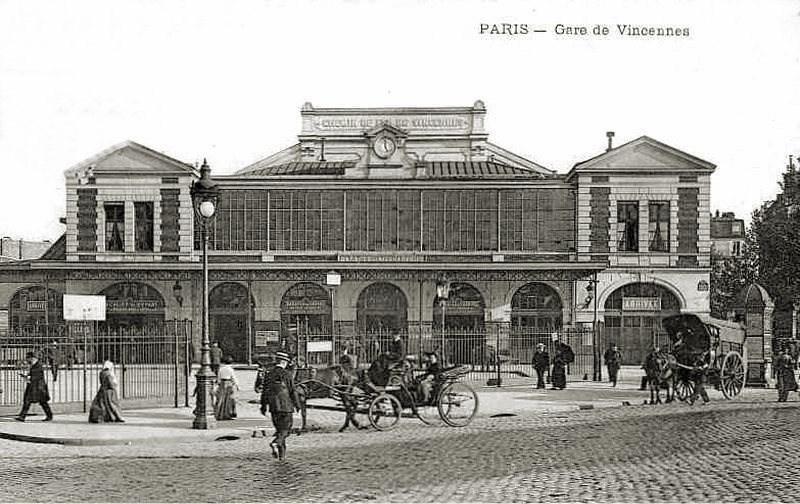
Gare de Vincennes um 1900

Gebaut wurde der zunächst als Embarcadère de Paris bezeichnete Bahnhof von der Compagnie des chemins de fer de l’Est (EST). Am 22. September 1859 wurde er in Anwesenheit des französischen Kaisers Napoleon III. eröffnet. Er war Anfangspunkt der vorerst 17 Kilometer langen Ligne de Vincennes nach La Varenne-Saint-Maur, die 1872 bis Sucy-en-Brie, 1874 bis Boissy-Saint-Léger und 1875 nach Brie-Comte-Robert verlängert wurde. Im Jahr 1892 erreichte sie bei einer Länge von 54,1 Kilometer Verneuil-l’Étang, wo es eine Verbindung zur Strecke nach Mülhausen gab. Errichtet wurde die Bahn vornehmlich zur Erschließung des Château de Vincennes; Napoleon III. wollte neben der Verbindung nach Paris von der strategisch bedeutsamen Anlage aus einen Schienenweg in die östliche Richtung schaffen.
Zunächst diente der Bahnhof auch dem Fernverkehr, nach 1871 wurde er zum reinen Vorortbahnhof. Dank eines umfangreichen Ausflugsverkehrs an den Wochenenden stieg die Zahl der Fahrgäste von 12 Millionen im Jahr 1871 auf 20 Millionen jährlich in den 1920er Jahren an.

## Beschreibung
Das Gebäude wurde von François-Alexis Cendrier entworfen, der vor allem Bahnhöfe für die Gesellschaften Compagnie du chemin de fer de Paris à Orléans und Compagnie du chemin de fer de Paris à Lyon geplant hatte. Es war 30 Meter breit, 250 Meter lang und trug eine asymmetrische zweischiffige Bahnhofshalle. Da die Zufahrtgleise auf einem gemauerten Viadukt lagen, befanden sich die zwei Seiten- und zwei Mittelbahnsteige oberhalb des Straßenniveaus. Von den sechs Bahnsteiggleisen dienten vier dem Reiseverkehr, zwei waren betrieblichen Zwecken vorbehalten. Als Folge der beengten Verhältnisse wies der Bahnhof eine Besonderheit auf: um den angekommenen Zug zu umfahren, wechselten die Lokomotiven über Schiebebühnen vor den Prellböcken auf das danebenliegende Gleis. Dieses Verfahren wurde bis 1964 praktiziert, dann konnten Wendezüge eingesetzt werden, die durch die Elektrifizierung anderer Vorortstrecken freigeworden waren.

## Betrieb

Karte von 1859 der Strecke mit Fahrplan und Tarifen

Nach der Betriebsaufnahme setzte die EST auf der Strecke zunächst Schlepptenderlokomotiven mit der Achsfolge 1’B (französisch: 120) ein, die sie 1853 gebraucht von der Compagnie de Chemin de fer de Strasbourg à Bâle erworben hatte. Sie erwiesen für den Vorortverkehr als schlecht geeignet und wurden 1869 vor Personenzügen durch Tenderlokomotiven ersetzt, die kürzer waren und im Bahnhof Bastille nicht gedreht werden mussten. Diese insgesamt 35 Maschinen der Bauart 120 T wurden speziell für die Ligne de Vincennes gebaut. Mit zunehmender Länge der Züge (bis zu 20 Wagen) wurden sie zwischen 1881 und 1886 von stärkeren 031 T verdrängt, die die Strecke bis zum damaligen Endpunkt Boissy-Saint-Léger ohne zwischenzeitliches Ergänzen des Kohle- und Wasservorrats zurücklegen konnten. In den Jahren 1898/1899 wurden zahlreiche dieser Loks verlängert und erhielten die Achsfolge 2’C (später 230 TA der SNCF), 1906/1907 erfolgten weitere Umbauten von 031 T zu 131 T. 1950 verschwanden die letzten nicht umgebauten 031 T (bei der SNCF als 031 TA bezeichnet) von der Strecke.
Bis 1925 trugen die 131 T (131 TA bei der SNCF) die Hauptlast des Verkehrs auf der Ligne de Vincennes. In jenem Jahr wurden sie durch leistungsfähigere Neubaulokomotiven mit der gleichen Achsfolge (spätere SNCF 131 TB) ersetzt, die bis 1962 sämtliche Personenzüge beförderten. Von 1962 an wurden die 131 TB allmählich von viergekuppelten Tenderlokomotiven der Baureihe 141 TB verdrängt, die in den letzten Betriebsjahren den Gesamtverkehr übernahmen.
Bis zur Stilllegung wurde die Strecke mit Dampflokomotiven betrieben, die stets im Betriebswerk Nogent-Vincennes beheimatet waren. Zwischen 1945 und 1964 liefen in den Zügen Eilzugwagen, die von der Deutschen Reichsbahn stammten. Diese vierachsigen Wagen mit doppelten Einstiegstüren wurden „Type DR Vincennes“ genannt und trugen den Spitznamen „Banlieue de Berlin“. Nach deren Ersatz durch Wendezüge konnte ab 1964 auf das Umsetzen der Lokomotiven verzichtet werden.
Bereits früh wurde der Bahnhof von Pendlern genutzt, die sich östlich von Paris Zweitwohnsitze geschaffen hatten, wo sie in den Sommermonaten mit ihren Familien lebten. Der letzte Zug, „Train des théâtres“ (Theaterzug) genannt, verließ ihn 30 Minuten nach Mitternacht. In den späten 1850er Jahren wurde neben den nur die erste und zweite Wagenklasse führenden Zügen ein rein aus Wagen der 3. Klasse bestehendes Zugpaar für Arbeiter eingeführt. Während der Belagerung der Stadt im Jahr 1870 durch preußische Truppen nutzten die hungernden Pariser die Bahn bis Nogent, um dort Lebensmittel zu erstehen.
Anfang des 20. Jahrhunderts verkehrten im Ausflugsverkehr an Sonn- und Feiertagen 55 Zugpaare, ähnlich gestaltete sich der Verkehr in der Zeit zwischen den Weltkriegen. Ab dem 18. Juli 1939 endeten die Personenzüge, wegen der schlechten Auslastung des Endabschnitts der Strecke, bereits im knapp 36 Kilometer entfernten Brie-Comte-Robert, zwischen dem 10. Oktober 1940 und dem 1. Juli 1943 dann schon – und ab dem 18. Mai 1953 endgültig – in Boissy-Saint-Léger.

## Stilllegung und Abriss

Die Opéra Bastille an der Stelle des einstigen Bahnhofs, 1989

1960 wurde ein grundlegender Umbau der Strecke beschlossen. Die Leistungen des Personenverkehrs sollten fortan von der SNCF an die Régie autonome des transports Parisiens (RATP) übergehen. Zwischen Paris und Vincennes wurde die Trassenführung geändert, wodurch der Bahnhof Bastille seine Funktion verlor. Am 14. Dezember 1969 wurde er stillgelegt.
Teile der Strecke wurden am 14. Dezember 1974 in das Netz der S-Bahn-ähnlichen Linie RER A eingebunden. Der Bahnhof selbst diente seitdem für Ausstellungen aller Art (z. B. für die französische Kunstmesse FIAC). Um dem Opernhaus Opéra Bastille Platz zu machen, wurde er ab 1984 abgerissen.